# 費嫩達爾

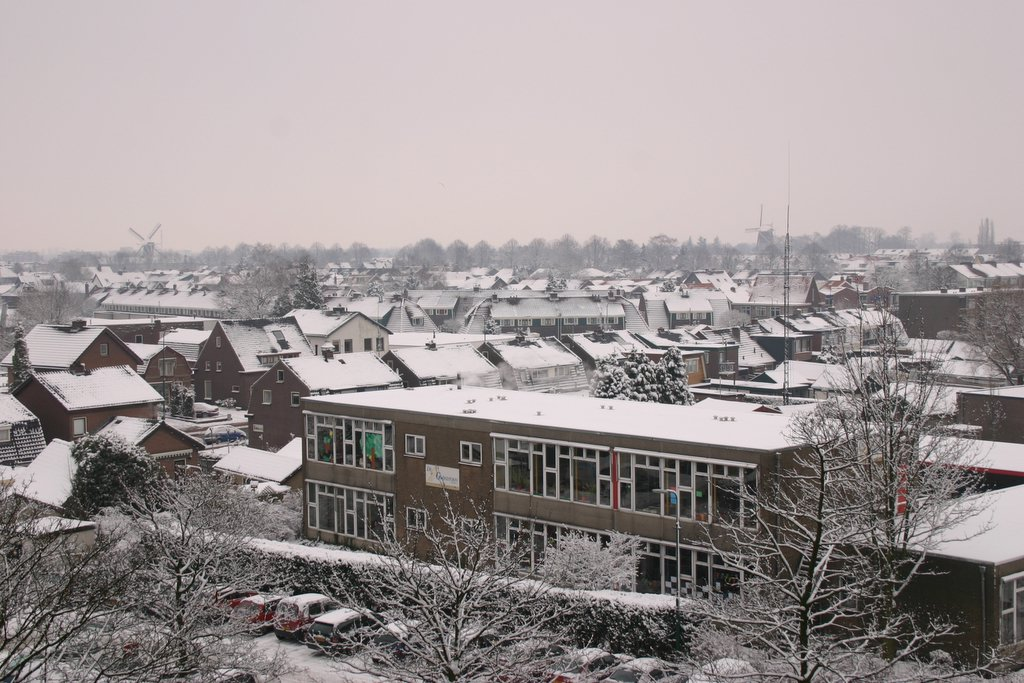

費嫩達爾（荷蘭語：Veenendaal）是荷蘭的一个市镇，位於該國中部，由乌得勒支省負責管轄，始建於十六世紀，面積19.81平方公里，2011年人口62,376，人口密度為每平方公里3,146人。

## 外部連結
- Official website* （页面存档备份，存于）